# Паркер-Боулз, Эндрю
Эндрю Генри Паркер-Боулз (англ.  Andrew Henry Parker Bowles; род. 27 декабря 1939) — отставной офицер британской армии. Бывший муж Камиллы (королевы Великобритании).

## Ранняя жизнь и семья
Эндрю Паркер-Боулз родился 27 декабря 1939 года. Старший из четырёх детей Дерека Генри Паркера-Боулза (1915—1977), внука преподобного Элджернона Роберта Паркера (1849—1940), третьего сына Томаса Паркера, 6-го графа Макклсфилда (1811—1896). Его матерью была леди Энн Паркер-Боулз (урожденная Траффорд) (1918—1987), дочь мультимиллионера и владельца скаковых лошадей сэра Хамфри де Траффорда, 4-го баронета (1891—1971), и Синтии Хильды Эвелин (1896—1966).
В объявлении о его крещении в «Таймс» были перечислены его крестные родители: сэр Хамфри де Траффорд, маркиз Хартингтон, мисс Мэри де Траффорд и мисс Суиннертон-Дайер. Некоторые источники утверждают, что его крестной матерью была также королева-мать. Паркер-Боулз был пажом на коронации королевы Елизаветы II. Он находится в линии наследования графства Макклсфилд. Его сестра Мэри Энн является матерью Дерека Паравичини (род. 1979), слепого ученого-аутиста и музыкального вундеркинда.

## Военная карьера
Эндрю Паркер-Боулз получил образование в бенедиктинском колледже Амплфорт и Королевской Военной академии Сандхерст. В 1960 году он был зачислен в Королевскую конную гвардию. Он был адъютантом генерал-губернатора Новой Зеландии сэра Бернарда Фергюссона примерно в 1965 году. Его полк стал синим и королевским (королевская конная гвардия и 1-й драгунский) в 1969 году, и он был адъютантом синих и королевских в 1969—1970 годах. Паркер-Боулз был произведен в майоры 31 декабря 1971 года.
Он был командиром эскадрона «Б» в 1972 году на операции «Мотормэн» в Ольстере. Позже он был старшим офицером военной связи при лорде Соумсе, когда тот был губернатором Родезии во время её перехода к мажоритарному государству Зимбабве в 1979—1980 годах. Он был квалифицирован штабом (sq) и стал подполковником 30 июня 1980 года. Эндрю был награждён благодарностью королевы За храбрость в Зимбабве.
В 1981—1983 годах он был командиром конного полка дворцовой кавалерии и командовал во время взрывов в Гайд-парке и Риджентс-парке, когда люди и лошади из его полка были убиты или ранены бомбой террористов. Он был одним из первых на месте происшествия, прибыв пешком после того, как услышал взрыв бомбы, и его приказы привели к спасению знаменитого впоследствии коня Сефтона.
С 1987 по 1990 год он был полковником, командующим дворцовой кавалерией и церемониальным «носителем серебряного жезла» королевы Елизаветы II. 30 июня 1990 года он получил звание бригадира и был директором ветеринарного корпуса королевской армии в 1991—1994 годах. Он вышел на пенсию в 1994 году.
Паркер-Боулз носил следующие звания:
- 23 января 1962 года — лейтенант[11];
- 23 июля 1966 года — капитан[12];
- 31 декабря 1971 года — майор[13];
- 30 июня 1980 года — подполковник[14];
- 30 июня 1987 года — полковник[15];
- 30 июня 1990 года — бригадир[16];
- 27 декабря 1994 года вышел в отставку[17].

## Личная жизнь
Будучи жокеем-любителем, Паркер-Боулз участвовал в Гран-Нэшнл 1969 года на своей лошади Фоссе, закончив гонку на 11-м месте. В молодости он играл в команде принца Чарльза по поло.
Паркер-Боулз встречался с принцессой Анной в начале 1970-х годов. В 1973 году, после прерывистых отношений, он женился в римско-католической церемонии на Камилле Шанд, дочери Брюса Шанда и Розалинд Кьюбитт. Она была бывшей подругой принца Уэльского, так что они оба встречались с королевскими братьями и сестрами. Они жили в поместье Болейд, а позже в Миддлвик-Хаусе в Уилтшире, и у них было двое детей, Том и Лора, которые воспитывались в католической вере. Лора посещала школу Святой Марии в Шафтсбери, католическую школу для девочек в Дорсете, а Том — Итонский колледж.
Паркер-Боулз имел множество внебрачных связей на протяжении всего своего брака с Камиллой, особенно с друзьями Камиллы. Они с Камиллой развелись в 1995 году. Через год Эндрю женился на Розмари Питман (урожденной Дикинсон). Эндрю и Розмари Паркер-Боулз присутствовали на свадьбе принца Чарльза и Камиллы Паркер-Боулз, которая состоялась 9 апреля 2005 года. Розмари умерла от рака 10 января 2010 года в возрасте 69 лет.
Среди его крестников — цирковая артистка на трапеции леди Эмма Герберт (род. 1969), которая была подружкой невесты в его первом браке 4 июля 1973 года, и Зара Филлипс (род. 1981)), дочь принцессы Анны.

## Дети
| Имя                    | Дата рождения        | Брак                  | Брак             | Внуки                                 |
| Имя                    | Дата рождения        | Дата                  | Супруг (супруга) | Внуки                                 |
| ---------------------- | -------------------- | --------------------- | ---------------- | ------------------------------------- |
| Том Паркер-Боулз       | 18 декабря 1974 года | 10 сентября 2005 года | Сара Бейс        | Лола Паркер-Боулз Фредди Паркер-Боулз |
| Лора Роуз Паркер-Боулз | 1 января 1978 года   | 6 мая 2006 года       | Гарри Лопес      | Элайза Лопес Луис Лопес Гус Лопес     |

## Изображение в медиа
Эндрю Паркер-Боулз был изображен Эндрю Бьюкеном в сериале «Корона» (2019) и Саймоном Уилсоном в фильме «Чарльз и Камилла: что бы ни значила любовь» (2005).
В 2003—2004 годах Эндрю Паркер-Боулз позировал в военной форме для картины «Бригадир» Люсьена Фрейда. В 2015 году работа была продана на аукционе Кристис за 34,89 миллиона долларов.